# Mosquée de Hadži Begzad
La mosquée de Hadži Begzad, également connue sous le nom de Grabska džamija, est située sur le territoire de la ville de Banja Luka, l'actuelle capitale de la république serbe de Bosnie en Bosnie-Herzégovine.
La cour intérieure de la mosquée (en bosnien : harem) abrite notamment un cimetière avec 11 nişans (stèles ottomanes) et un sadirvan (fontaine). Cet ensemble est inscrit sur la liste des monuments nationaux de Bosnie-Herzégovine.